# Grand Prix automobile d'Abou Dabi 2016
GP précédent GP suivant
Le Grand Prix automobile d'Abou Dabi 2016 (2016 Formula 1 Etihad Airways Abu Dhabi Grand Prix), disputé le 27 novembre 2016 sur le Circuit Yas Marina, est la 956e épreuve du championnat du monde de Formule 1 courue depuis 1950. Il s'agit de la huitième édition du Grand Prix d'Abou Dabi comptant pour le championnat du monde et de la vingt-et-unième et dernière manche du championnat 2016.
Pour la vingt-neuvième fois en soixante-sept saisons de Formule 1, le titre mondial des pilotes se joue lors de la dernière course. Il reviendra, pour la troisième année consécutive, à un pilote de l'écurie Mercedes Grand Prix puisque Nico Rosberg aborde cette manche finale avec douze points d'avance sur Lewis Hamilton, son coéquipier double tenant du titre. Les deux pilotes s'élancent de la première ligne pour la quinzième fois de la saison : dominateur lors des trois phases qualificatives, Hamilton réalise la soixante-et-unième pole position de sa carrière, sa quatrième consécutive, sa douzième de l'année, tandis que Rosberg, battu de 303 millièmes de seconde, occupe une des deux premières places sur la grille de départ pour la douzième fois de suite. Mercedes obtient sa quinzième pole consécutive et la vingtième de l'année, améliorant ainsi le record qu'elle détenait déjà. Daniel Ricciardo, sur Red Bull, et le pilote Ferrari Kimi Räikkönen occupent la deuxième ligne tandis que leurs coéquipiers prennent place en troisième ligne, Sebastian Vettel, cinquième, devançant Max Verstappen.
Deuxième derrière son coéquipier Lewis Hamilton, au terme des cinquante-cinq tours de course, et avec neuf victoires, seize podiums cette année et 385 points, Nico Rosberg est sacré champion du monde, trente-quatre ans après son père Keke. Hamilton, qui obtient sur la piste de Yas Marina sa dixième victoire de la saison et la 53e de sa carrière, aura tout fait pour contrecarrer Rosberg en ralentissant considérablement son rythme à l'avant. Ignorant délibérément les injonctions de son stand qui lui ordonne d'accélérer, il tente de permettre aux pilotes Ferrari et Red Bull de revenir sur son rival afin qu'ils le rejettent au-delà de la troisième place, ce qui lui permettrait de conserver sa couronne ; il n'en est finalement rien. Si Sebastian Vettel, troisième grâce à une stratégie décalée et de beaux dépassements en fin de course, suivi par Max Verstappen et Daniel Ricciardo, terminent groupés dans le sillage des Flèches d'Argent, Rosberg conserve sa deuxième place, gagnée au vingt-et-unième tour en dépassant Verstappen de façon musclée, ce dernier étant revenu en optant pour un seul arrêt au stand après avoir échoué en queue de peloton au premier virage en partant en tête-à-queue. Rosberg termine derrière Hamilton pour la quatrième fois consécutive, au bout d'une course qu'il juge « pire que l'enfer » afin de remporter son premier titre mondial lors de sa onzième saison en Formule 1 pour son 206e départ. Les autres pilotes dans les points terminent plus loin, Kimi Räikkönen sixième à 18 secondes, isolé par rapport aux Force India de Nico Hülkenberg et Sergio Pérez à plus de 50 secondes, alors que Felipe Massa termine ce qui est théoriquement le dernier Grand Prix de sa carrière avec les deux points de la neuvième place, Fernando Alonso se classant dixième. 
Rosberg (385 points) est sacré champion du monde avec cinq points d'avance sur Hamilton (380 points). Ricciardo termine troisième avec 256 points tandis que Vettel conserve sa quatrième place (212 points), devant Verstappen (204 points) et Räikkönen (186 points). Suivent Pérez (101 points), Valtteri Bottas (85 points), Hülkenberg (72 points) et Alonso (54 points). Champion des constructeurs pour la troisième fois consécutive, Mercedes porte son total à 765 points alors que Red Bull Racing (468 points) termine deuxième devant la Scuderia Ferrari, troisième avec 398 points ; suivent Force India (173 points), Williams (138 points), McLaren (76 points), Scuderia Toro Rosso (63 points), Haas (29 points), Renault (8 points), Sauber (2 points) et Manor (1 point).
Cinq jours plus tard, le 2 décembre, Nico Rosberg annonce qu'il prend sa retraite, expliquant qu'il a atteint son rêve d'enfance.

## Pneus disponibles
| Pneus pour piste sèche | Pneus pour piste sèche | Pneus pour piste sèche | Pneus pluie    | Pneus pluie |
| ---------------------- | ---------------------- | ---------------------- | -------------- | ----------- |
| Ultra tendres          | Super tendres          | Tendres                | Intermédiaires | Pluie       |

## Contexte avant le Grand Prix
Nico Rosberg aborde cette dernière course avec douze points d'avance sur son coéquipier Lewis Hamilton. Le pilote allemand remportera son premier titre mondial :
- s'il gagne, termine deuxième ou troisième, quel que soit le résultat de son rival et coéquipier ;
- s'il finit à n'importe quelle place ou ne marque aucun point dans le cas où Hamilton ne fait pas mieux que quatrième ;
- s'il termine à n'importe quelle place devant son coéquipier.

Hamilton peut être sacré pour la troisième fois consécutive : 
- s'il gagne et que Rosberg ne finit pas mieux que  quatrième ;
- s'il termine deuxième et que Rosberg ne finit pas mieux que huitième ;
- s'il termine troisième et que Rosberg ne finit pas mieux que neuvième[1].

## Essais libres

### Première séance, le vendredi de 13 h à 14 h 30
| Pos. | Pilote           | Voiture              | Chrono         | Écart     |
| ---- | ---------------- | -------------------- | -------------- | --------- |
| 1    | Lewis Hamilton   | Mercedes             | 1 min 42 s 869 |           |
| 2    | Nico Rosberg     | Mercedes             | 1 min 43 s 243 | + 0 s 374 |
| 3    | Max Verstappen   | Red Bull-TAG Heuer   | 1 min 43 s 297 | + 0 s 428 |
| 4    | Daniel Ricciardo | Red Bull-TAG Heuer   | 1 min 43 s 362 | + 0 s 493 |
| 5    | Sebastian Vettel | Ferrari              | 1 min 44 s 005 | + 1 s 136 |
| 6    | Sergio Pérez     | Force India-Mercedes | 1 min 44 s 155 | + 1 s 286 |

- Jordan King, pilote-essayeur chez Manor Racing, remplace Esteban Ocon lors de cette séance d'essais.
- Alfonso Celis Jr., pilote-essayeur chez Force India, remplace Nico Hülkenberg lors de cette séance d'essais.

### Grille de départ du Grand Prix

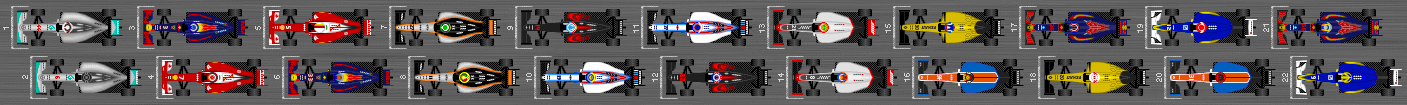
La grille de départ du Grand Prix d'Abou Dabi 2016.

### Deuxième séance, le vendredi de 17 h à 18 h 30
| Pos. | Pilote           | Voiture            | Chrono         | Écart     |
| ---- | ---------------- | ------------------ | -------------- | --------- |
| 1    | Lewis Hamilton   | Mercedes           | 1 min 40 s 861 |           |
| 2    | Nico Rosberg     | Mercedes           | 1 min 40 s 940 | + 0 s 079 |
| 3    | Sebastian Vettel | Ferrari            | 1 min 41 s 130 | + 0 s 269 |
| 4    | Max Verstappen   | Red Bull-TAG Heuer | 1 min 41 s 389 | + 0 s 528 |
| 5    | Daniel Ricciardo | Red Bull-TAG Heuer | 1 min 41 s 390 | + 0 s 539 |
| 6    | Kimi Räikkönen   | Ferrari            | 1 min 41 s 464 | + 0 s 603 |

### Troisième séance, le samedi de 14 h à 15 h
| Pos. | Pilote           | Voiture            | Chrono         | Écart     |
| ---- | ---------------- | ------------------ | -------------- | --------- |
| 1    | Sebastian Vettel | Ferrari            | 1 min 40 s 775 |           |
| 2    | Max Verstappen   | Red Bull-TAG Heuer | 1 min 40 s 912 | + 0 s 137 |
| 3    | Kimi Räikkönen   | Ferrari            | 1 min 40 s 999 | + 0 s 224 |
| 4    | Lewis Hamilton   | Mercedes           | 1 min 41 s 065 | + 0 s 290 |
| 5    | Nico Rosberg     | Mercedes           | 1 min 41 s 168 | + 0 s 393 |
| 6    | Daniel Ricciardo | Red Bull-TAG Heuer | 1 min 41 s 831 | + 1 s 056 |

## Séance de qualifications

### Résultats des qualifications
| Pos.                                                                                      | Pilote            | Écurie               | Qualifications 1 | Qualifications 2 | Qualifications 3 |
| ----------------------------------------------------------------------------------------- | ----------------- | -------------------- | ---------------- | ---------------- | ---------------- |
| 1                                                                                         | Lewis Hamilton    | Mercedes             | 1 min 39 s 487   | 1 min 39 s 382   | 1 min 38 s 755   |
| 2                                                                                         | Nico Rosberg      | Mercedes             | 1 min 40 s 511   | 1 min 39 s 490   | 1 min 39 s 058   |
| 3                                                                                         | Daniel Ricciardo  | Red Bull-TAG Heuer   | 1 min 41 s 002   | 1 min 40 s 429   | 1 min 39 s 589   |
| 4                                                                                         | Kimi Räikkönen    | Ferrari              | 1 min 40 s 338   | 1 min 39 s 629   | 1 min 39 s 604   |
| 5                                                                                         | Sebastian Vettel  | Ferrari              | 1 min 40 s 341   | 1 min 40 s 034   | 1 min 39 s 661   |
| 6                                                                                         | Max Verstappen    | Red Bull-TAG Heuer   | 1 min 40 s 424   | 1 min 39 s 903   | 1 min 39 s 818   |
| 7                                                                                         | Nico Hülkenberg   | Force India-Mercedes | 1 min 41 s 000   | 1 min 40 s 709   | 1 min 40 s 501   |
| 8                                                                                         | Sergio Pérez      | Force India-Mercedes | 1 min 40 s 864   | 1 min 40 s 743   | 1 min 40 s 519   |
| 9                                                                                         | Fernando Alonso   | McLaren-Honda        | 1 min 41 s 616   | 1 min 41 s 044   | 1 min 41 s 106   |
| 10                                                                                        | Felipe Massa      | Williams-Mercedes    | 1 min 41 s 771   | 1 min 40 s 858   | 1 min 41 s 213   |
| 11                                                                                        | Valtteri Bottas   | Williams-Mercedes    | 1 min 41 s 192   | 1 min 41 s 084   |                  |
| 12                                                                                        | Jenson Button     | McLaren-Honda        | 1 min 41 s 158   | 1 min 41 s 272   |                  |
| 13                                                                                        | Esteban Gutiérrez | Haas-Ferrari         | 1 min 41 s 639   | 1 min 41 s 480   |                  |
| 14                                                                                        | Romain Grosjean   | Haas-Ferrari         | 1 min 41 s 467   | 1 min 41 s 564   |                  |
| 15                                                                                        | Jolyon Palmer     | Renault              | 1 min 41 s 775   | 1 min 41 s 820   |                  |
| 16                                                                                        | Pascal Wehrlein   | Manor-Mercedes       | 1 min 41 s 886   | 1 min 41 s 995   |                  |
| 17                                                                                        | Daniil Kvyat      | Toro Rosso-Ferrari   | 1 min 42 s 003   |                  |                  |
| 18                                                                                        | Kevin Magnussen   | Renault              | 1 min 42 s 142   |                  |                  |
| 19                                                                                        | Felipe Nasr       | Sauber-Ferrari       | 1 min 42 s 247   |                  |                  |
| 20                                                                                        | Esteban Ocon      | Manor-Mercedes       | 1 min 42 s 286   |                  |                  |
| 21                                                                                        | Carlos Sainz Jr.  | Toro Rosso-Ferrari   | 1 min 42 s 393   |                  |                  |
| 22                                                                                        | Marcus Ericsson   | Sauber-Ferrari       | 1 min 42 s 637   |                  |                  |
| Temps minimal à réaliser pour la qualification : 1 min 46 s 451 (107 % de 1 min 39 s 487) |                   |                      |                  |                  |                  |

## Course

### Classement de la course
| Pos. | no | Pilote            | Écurie               | Tours | Temps/Abandon                      | Grille | Points |
| ---- | -- | ----------------- | -------------------- | ----- | ---------------------------------- | ------ | ------ |
| 1    | 44 | Lewis Hamilton    | Mercedes             | 55    | 1 h 38 min 04 s 013 (186,825 km/h) | 1      | 25     |
| 2    | 6  | Nico Rosberg      | Mercedes             | 55    | + 0 s 439                          | 2      | 18     |
| 3    | 5  | Sebastian Vettel  | Ferrari              | 55    | + 0 s 843                          | 5      | 15     |
| 4    | 33 | Max Verstappen    | Red Bull-TAG Heuer   | 55    | + 1 s 685                          | 6      | 12     |
| 5    | 3  | Daniel Ricciardo  | Red Bull-TAG Heuer   | 55    | + 5 s 315                          | 3      | 10     |
| 6    | 7  | Kimi Räikkönen    | Ferrari              | 55    | + 18 s 816                         | 4      | 8      |
| 7    | 27 | Nico Hülkenberg   | Force India-Mercedes | 55    | + 50 s 114                         | 7      | 6      |
| 8    | 11 | Sergio Pérez      | Force India-Mercedes | 55    | + 58 s 776                         | 8      | 4      |
| 9    | 19 | Felipe Massa      | Williams-Mercedes    | 55    | + 59 s 436                         | 10     | 2      |
| 10   | 14 | Fernando Alonso   | McLaren-Honda        | 55    | + 59 s 896                         | 9      | 1      |
| 11   | 8  | Romain Grosjean   | Haas-Ferrari         | 55    | + 1 min 16 s 747                   | 14     |        |
| 12   | 21 | Esteban Gutiérrez | Haas-Ferrari         | 55    | + 1 min 35 s 113                   | 13     |        |
| 13   | 31 | Esteban Ocon      | Manor-Mercedes       | 54    | + 1 tour                           | 20     |        |
| 14   | 94 | Pascal Wehrlein   | Manor-Mercedes       | 54    | + 1 tour                           | 16     |        |
| 15   | 9  | Marcus Ericsson   | Sauber-Ferrari       | 54    | + 1 tour                           | 22     |        |
| 16   | 12 | Felipe Nasr       | Sauber-Ferrari       | 54    | + 1 tour                           | 19     |        |
| 17   | 30 | Jolyon Palmer     | Renault              | 54    | + 1 tour                           | 15     |        |
| Abd. | 55 | Carlos Sainz Jr.  | Toro Rosso-Ferrari   | 41    | Accrochage                         | 21     |        |
| Abd. | 26 | Daniil Kvyat      | Toro Rosso-Ferrari   | 14    | Boîte de vitesses                  | 17     |        |
| Abd. | 22 | Jenson Button     | McLaren-Honda        | 12    | Suspension                         | 12     |        |
| Abd. | 77 | Valtteri Bottas   | Williams-Mercedes    | 6     | Suspension                         | 11     |        |
| Abd. | 20 | Kevin Magnussen   | Renault              | 5     | Suspension                         | 18     |        |

### Pole position et record du tour
- Pole position :  Lewis Hamilton (Mercedes) en 1 min 38 s 755 (202,465 km/h)[7].
- Meilleur tour en course :  Sebastian Vettel (Ferrari) en 1 min 43 s 729 (192,756 km/h) au quarante-troisième tour[8].

### Tours en tête
- Lewis Hamilton : 43 tours (1-6 / 10-28 / 38-55)[9]
- Sebastian Vettel : 8 tours (30-37)
- Nico Rosberg : 3 tours (7-8 / 29)
- Daniel Ricciardo : 1 tour (9)

## Classements généraux à l'issue de la course
| Pos.     | Pilote            | Écurie               | Points |
| -------- | ----------------- | -------------------- | ------ |
| Champion | Nico Rosberg      | Mercedes             | 385    |
| 2        | Lewis Hamilton    | Mercedes             | 380    |
| 3        | Daniel Ricciardo  | Red Bull-TAG Heuer   | 256    |
| 4        | Sebastian Vettel  | Ferrari              | 212    |
| 5        | Max Verstappen    | Red Bull-TAG Heuer   | 204    |
| 6        | Kimi Räikkönen    | Ferrari              | 186    |
| 7        | Sergio Pérez      | Force India-Mercedes | 101    |
| 8        | Valtteri Bottas   | Williams-Mercedes    | 85     |
| 9        | Nico Hülkenberg   | Force India-Mercedes | 72     |
| 10       | Fernando Alonso   | McLaren-Honda        | 54     |
| 11       | Felipe Massa      | Williams-Mercedes    | 53     |
| 12       | Carlos Sainz Jr.  | Toro Rosso-Ferrari   | 46     |
| 13       | Romain Grosjean   | Haas-Ferrari         | 29     |
| 14       | Daniil Kvyat      | Toro Rosso-Ferrari   | 25     |
| 15       | Jenson Button     | McLaren-Honda        | 21     |
| 16       | Kevin Magnussen   | Renault              | 7      |
| 17       | Felipe Nasr       | Sauber-Ferrari       | 2      |
| 18       | Jolyon Palmer     | Renault              | 1      |
| 19       | Pascal Wehrlein   | Manor-Mercedes       | 1      |
| 20       | Stoffel Vandoorne | McLaren-Honda        | 1      |

| Pos.     | Écurie               | Points |
| -------- | -------------------- | ------ |
| Champion | Mercedes             | 765    |
| 2        | Red Bull-TAG Heuer   | 468    |
| 3        | Ferrari              | 398    |
| 4        | Force India-Mercedes | 173    |
| 5        | Williams-Mercedes    | 138    |
| 6        | McLaren-Honda        | 76     |
| 7        | Toro Rosso-Ferrari   | 63     |
| 8        | Haas-Ferrari         | 29     |
| 9        | Renault              | 8      |
| 10       | Sauber-Ferrari       | 2      |
| 11       | Manor-Mercedes       | 1      |

## Statistiques
Le Grand Prix d'Abou Dabi 2016 représente :
- la 61e pole position de Lewis Hamilton[12] ;
- la 53e victoire de Lewis Hamilton[13] ;
- la 64e victoire de Mercedes en tant que constructeur[14] ;
- la 150e victoire de Mercedes en tant que motoriste[15] ;
- le 36e doublé de Mercedes en tant que constructeur[16] ;
- la 20e pole position de la saison pour Mercedes qui améliore son record[17] ;
- la 19e victoire de la saison pour Mercedes qui améliore son record[18] ;
- la 33e fois qu'un de ses pilotes monte sur le podium de la saison pour Mercedes, ce qui constitue un nouveau record[19].
- le 206e et dernier départ en Grand Prix (en autant d'engagements) de Nico Rosberg. Il termine sa carrière au quatorzième rang des pilotes ayant disputé le plus de Grands Prix[20],[21].

Au cours de ce Grand Prix :
- Nico Rosberg remporte son premier titre de champion du monde de Formule 1[22] ;
- Nico Rosberg devient le deuxième pilote à imiter son père en remportant un championnat de Formule 1 après Damon Hill, champion en 1996, vingt-huit ans après son père Graham Hill (Keke Rosberg a gagné en 1982) ;
- Sebastian Vettel passe la barre des 2100 points inscrits en Formule 1 (2108 points)[23] ;
- Sebastian Vettel est élu « Pilote du jour » lors d'un vote organisé sur le site officiel de la Formule 1[24] ;
- Lewis Hamilton égale, pour la deuxième année consécutive, le record de 17 podiums en une saison codétenu par Michael Schumacher (en 2002) et Sebastian Vettel (en 2011). Michael Schumacher reste le seul pilote à être monté sur tous les podiums d'un championnat (17 épreuves en 2002)[25] ;
- Tom Kristensen, nonuple vainqueur des 24 Heures du Mans et pilote-essayeur en Formule 1 entre 1997 et 2000, est nommé, par la FIA, assistant pour ce Grand Prix pour aider dans leurs jugements le groupe des commissaires de course[26].